# Farina Bóna

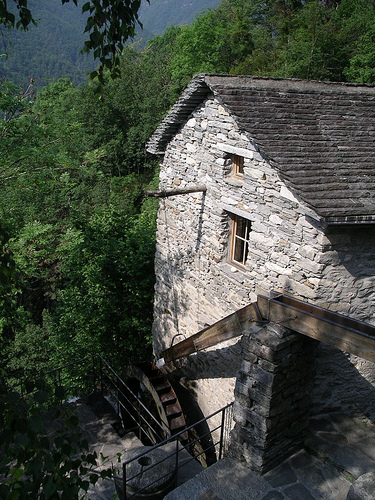
Mühle von Loco TI, wo seit 1991 mit den alten Mühlsteinen Mais zu Polentamehl vermahlen wird

Farina Bóna (italienisch für: «gutes Mehl») ist ein Erzeugnis, das aus geröstetem und gemahlenem Mais erzeugt wird. Es stammt vor allem aus dem Onsernonetal im Schweizer Kanton Tessin.

## Ursprung
In den langen Wintern wurden im Onsernone viele Produkte aus Stroh angefertigt. Zum einen war die landwirtschaftliche Bearbeitung der Felder in den Tälern des Tessins nicht sehr ergiebig, und zum anderen konnte man die etwas weniger arbeitsintensive Zeit in den Wintermonaten sinnvoll nutzen.
Ursprünglich wurde nur Roggen verwendet, der noch grün geerntet wurde, damit das Stroh zur Weiterverarbeitung besser verwendet werden konnte; die Halme blieben durch das frühe Ernten eher weich und flexibel. Die Getreidekörner selbst waren aber noch feucht und mussten zur Konservierung auf dem Feuer getrocknet werden.
Wie Marroni galt auch Farina Bóna lange Zeit als «Arme-Leute-Essen», bevor es in den Jahren nach dem Zweiten Weltkrieg (um 1960) mit den geänderten Essgewohnheiten ganz aus dem Alltag verschwand.

## Herstellung
Die noch feuchten, unreifen Roggenkörner wurden in Pfannen oder im Ofen zuerst getrocknet. Um das Aroma zu verbessern, begann man zuerst, die Körner weiter zu rösten und erst dann fein zu mahlen. Nachdem auch im Tessin am Anfang des 19. Jahrhunderts der Mais immer häufiger angebaut worden war, verarbeitete man diesen nahezu gleich wie den Roggen vorher. Der Mais wurde geröstet und anschliessend sehr fein gemahlen.
Es ähnelt dem kanarischen Gofio und dem tibetischen Tsampa.

## Verwendung
Ursprünglich mischte man Farina Bóna mit Wasser oder Milch an. Später kamen Verwendungen in Brot, Brei, Polenta oder Müesli dazu, angeblich wurde es auch mit Wein gemischt.
Auch die lokale Gastronomie und Hobbyköche haben Farina Bóna wieder neu entdeckt. Das Mehl passt zu Speiseeis, Gebäck, Suppen und Crèmen (z. B. Quark-Crème) und sorgt dort für feine Röstaromen.

## Vergleichbare Produkte
- Grünkern, halbreif geernteter Dinkel, wird ebenfalls über Feuer nachgetrocknet und dient(e) als haltbares Nahrungsmittel (siehe dazu Darre#Getreidedarre) mit speziellem Röstaroma.
- Freekeh aus geröstetem Hartweizen ist in Nordafrika und im östlichen Mittelmeerraum verbreitet.[1]
- Tsampa ist ein traditionelles Grundnahrungsmittel in Tibet[2].
- Gofio ist auf den Kanarischen Inseln bekannt.

## Trivia
Um 1990 besann man sich dieses historischen Erbes des Onsernonetals. Die noch vorhandenen Mühlen in Loco TI und Vergeletto wurden wieder hergerichtet und funktionstüchtig gemacht. Heute wird Farina Bóna wieder hergestellt und kann auch in Supermärkten im Tessin wieder gekauft werden.